# Anii 620
Secole: Secolul al VI-lea - Secolul al VII-lea - Secolul al VIII-lea
Decenii: Anii 570 Anii 580 Anii 590 Anii 600 Anii 610 - Anii 620 - Anii 630 Anii 640 Anii 650 Anii 660 Anii 670
Ani: 620 | 621 | 622 | 623 | 624 | 625 | 626 | 627 | 628 | 629